# Maria-cavaleira
Maria-cavaleira, caça-moscas-de-crista-curta ou maria-cavaleira-tropical (Myiarchus ferox) é uma espécie de ave da família Tyrannidae.
Pode ser encontrada nos seguintes países: Argentina, Bolívia, Brasil, Colômbia, Equador, Guiana Francesa, Guiana, Paraguai, Peru, Suriname, Uruguai e Venezuela.
Os seus habitats naturais são: florestas subtropicais ou tropicais húmidas de baixa altitude e florestas secundárias altamente degradadas.